# Tochołów
Tochołów – wieś w Polsce położona w województwie małopolskim, w powiecie miechowskim, w gminie Książ Wielki.
| SIMC    | Nazwa    | Rodzaj    |
| ------- | -------- | --------- |
| 0246830 | Brzeziny | część wsi |
| 0246847 | Letnoga  | część wsi |

W latach 1975–1998 miejscowość administracyjnie należała do województwa kieleckiego.